# Humberto Vinueza
Humberto Vinueza Rodríguez (Guayaquil, 1942 - Quito, 15 de marzo de 2017) fue un poeta y político ecuatoriano. Durante su larga trayectoria literaria publicó alrededor de quince libros de poesía, que le valieron premios como el José Lezama Lima y el Jorge Carrera Andrade.

## Trayectoria
En los sesenta inició su carrera como poeta. Años después formó parte del grupo cultural vanguardista de los tzánticos, desde donde colaboró en las revistas literarias Pucuna y La bufanda del sol. Durante este periodo publicó el poemario Un Gallinazo Cantor Bajo un sol de a perro (1970), considerado como obra fundamental de la poesía ecuatoriana contemporánea por escritores como Jorge Dávila Vázquez y Abdón Ubidia.
Sus poemarios Alias Lumbre de Acertijo (1990) y Constelación del instinto (2006) obtuvieron el Premio Nacional de Poesía Jorge Carrera Andrade en sus ediciones de 1991 y 2007, respectivamente.
A finales de 2010 presentó el libro Obra cierta, una selección de poemas encompasando la totalidad de su carrera literaria (de 1959 a 2006). La obra ganó el prestigioso Premio de Poesía José Lezama Lima de la Casa de las Américas en su edición de 2012. En su decisión, el jurado calificó a Vinueza como uno de los poetas más sólidos de Ecuador, además de destacar el trato de problemáticas humanas y sociales en su obra.

### Vida política
Desde la década de los setenta estuvo involucrado en el ámbito político, primero como alto funcionario en las discusiones sobre la Reforma Agraria, luego como candidato a la vicepresidencia de la república por el partido Frente Amplio de Izquierda (FADI). Durante el gobierno de Rafael Correa se desempeñó como asesor del Ministerio del Interior y más tarde como embajador de Ecuador en Irán y Pakistán (de 2013 a noviembre de 2016).

## Obras
- Un Gallinazo Cantor Bajo un sol de a perro (1970)
- Poeta, tu palabra (1989)[4]
- Alias Lumbre de Acertijo (1990)
- Tiempos Mayores (2001)[4]
- Constelación del instinto (2006)
- Obra cierta (2010)
- Poesía completa (2015)[3]
- De la voz y del silencio (2017), compilación póstuma[7]